# 新城A區
新城A區（葡萄牙語：Zona A dos Novos Aterros Urbanos）是澳門新城區之一，在《澳門特別行政區城市總體規劃 (2020-2040)》稱為“東區-2” (葡萄牙語：Zona Este-2)，亦是澳門新城區中最大面積的填海區域，總面積1.38平方公里，範圍屬於花地瑪堂區，現時正在進行興建公共房屋及社會設施。

## 沿革
2011年10月20日，政府展開新城區總體規劃第二階段公眾諮詢，當中提到會打造該區成為新的城市門戶地標，綜合規劃房屋、公共設施、綠地等民生設施，以「民生配套」、「多元產業」和「城市門戶」作為該區的功能定位。規劃人口容量為6萬人，密度約4.3萬人/平方公里，提供約2萬個住宅單位。分區方面，分為三個片區：北片區是居住生活區，中片區是商住生活區，南片區是多元產業及旅遊文化區，設置標誌性文化建築及門戶公園，另外於新城A區中央興建一條輕軌路線即澳氹東線往返澳門和氹仔。
2014年5月30日，新城A區填海工程出現嚴重延誤，建設發展辦公室表示，由於承建商態度不積極，以及前期準備出現問題，令填海工程出現嚴重延誤，建設辦透過勒令承建商加快工程後，承建商近期態度已轉向積極，相信有望趕及工程限期前完成工程，政府亦為A區保留預留方案，作好應變準備。
2014年7月10日，澳門特別行政區行政會舉行“土地房屋政策介紹—新城A區土地使用新規劃概念性介紹與意見收集”新聞發佈會，將A區土地以公屋為主，同時增加公共設施比例。計劃提供28,000戶公共房屋單位，另外4,000戶為私人房屋單位。同時開展上述公開諮詢收集至同年8月9日，在規劃上集交通、道路、社會設施、商業元素、中小企發展、就業機會等，預計2016年填海工程完工後隨即展開基礎建設。
2014年8月5日，因應不少社會意見認為新城填海區應該優先興建公屋，滿足居民需求。政府經深入研究與討論後，決定提出加大新城A區公屋單位的供應量，以回應社會和廣大居民對住屋的需要。經調整規劃後，估計A區可提供公共房屋約2.8萬戶，私人房屋約4千戶。
2015年6月30日至8月，政府對新城區展開第三階段公開咨詢，當中提到其功能定位是以公共房屋、民生配套、城市門戶為主，共提供3.2萬個住宅單位，同步增設醫療、教育、社區配套、康體及基建等公共設施，同時聯同港珠澳大橋珠澳口岸、新口岸水塘周邊、外港客運碼頭、黑沙環新填海區等開展東區協調發展規劃研究。
2018年1月24日，澳門城市規劃委員會討論20份規劃條件圖，包括位於A區內的公共房屋或社會設施地段，包括B4、B5、B9、B6、B14等地段。
2018年5月9日，工務局向城規會介紹十七份新城填海A區的規劃條件圖草案，包括該區共四幅教育用地。原定介紹四幅新城教育用地，面積由七千多至一萬八千多不等，最大建築高度為二十點五或五十米。不過在介紹前，工務局指，由於當中兩地C5、C6在草案完成後收到文化局的意見，故先發還回局內部再綜合分析，之後再討論。C2、B2a教育用地預計可提供六千五百個學額，但因限高可能受到影響。另外，又計劃興建一條行車天橋連接東方明珠至新城A區。至於巴士轉乘站方面，計劃於輕軌站旁設置，而澳門房屋局代表不贊成於社會房屋下層設置，認為對住戶影響大兼破壞商業空間。
2020年4月21日，行政長官賀一誠發表上任後首份施政報告中回應澳門立法會議員提問。他承諾該屆政府會完成該區首期3,000個經屋單位；同時計劃興建澳門輕軌東線經本區往返氹仔新城E1區、澳門國際機場及關閘。
2022年8月下旬，政府表示將在A區行車主幹道地下建設主共同管道、次共同管道，置入水、電、通訊管線，可望減少開挖路面；共同管道將在2023年動工，預計2026年完成。
2022年8月25日至9月8日，城規會對七幅規劃條件圖作公示，包括A7地段佔地 2,209平方米，將興建變電站和輕軌變電站；A8地段佔地 4,033平方米，計劃興建社服設施，最大許可高度為海拔 80米；A9地段則計劃興建體育館及游泳池的康體設施，佔地 1,931平方米，建築物最高可建 50米。
2022年9月20日，新城填海區A區中區、北區的共同管道及道路設計連建造工程現正進行公開招標；中區的相關項目涉及長度約一點六公里，北區的相關項目涉及長度約二點三公里，最長的設計連施工期均為五百八十工作天。
2022年10月7日至12月5日，政府對新城A區詳細規劃草案進行公開咨詢，是澳門首份詳細規劃草案。
- 是次諮詢提供了三部分內容，第一部分為“草案概述”，即公眾讀本部分，是在東區-2詳細規劃草案的基礎上整理出來的內容要點，讓公眾易於閱讀理解 ; 第二部分為“規劃草案”，此部分是相關行政法規條文的草擬內容 ; 第三部分為“技術報告”，是針對“規劃草案”作出的 技術說明，包括說明城市空間規劃的整體思路和分析過程等[13]。
- 規劃草案咨詢中提到，以建設公屋為主、完善民生配套、支持中小企業發展的宜居社區，該區將與現有城區功能作互補，並透過建設地標性的設施、綠地和公共開放空間，將區內打造成城市濱海新門戶。規劃居住人口預計為9.6萬人。區內共有76 幅土地， 當中49 幅為H2 類居住用地， 面積約43.4 萬平方米， 佔區內總用地面積約24.8%。按計劃每年都會推出數個公屋項目，估計至2024 年合共發展22 幅公屋土地，約有2.4 萬個公屋單位。A區北面的道路及基建（公共設施）亦會同步發展，居地用途可同時兼容其他用途，尤其零售、餐飲及辦公室[14]。

2023年8月，行政長官賀一誠表示，府曾向中央提出新城A區與澳門半島東北側之間的水道填海但不獲中華人民共和國國務院批覆；原計劃於該區域興建城市公園供市民使用。
2024年3月8日，澳門特別行政區行政會完成討論《東區-2規劃分區詳細規劃》行政法規草案，規範東區-2的土地用途及使用強度、公共基礎設施及公用設施的設置、資源保護和使用措施，並訂定規劃參數和建造條件，特區政府根據《城市規劃法》、《城市規劃法施行細則》及《澳門特別行政區城市總體規劃(2020-2040)》的規定，並經充分考慮跨部門委員會、城市規劃委員會，以及公開諮詢收集的意見及建議，制定該法規。主要內容包括預計居住人口為9.6萬人、打造濱海門戶，推動公交優先以及發展地下空間為發展策略；規劃範圍全屬於都市性地區，共76幅地段用作建設，其中城市運動公園、中央綠廊及濱海綠廊等用地佔比41%；交通運輸以輕軌為中心軸線並設有4個輕軌站點，規劃“兩橫兩縱”的骨架路網。區內由步行道、行人天橋、地下通道及單車徑組成慢行系統並串聯輕軌站點，打造便捷和綠色出行環境；規劃訂定都市防災設施及路線的佈局，透過景觀帶、視域及視廊等保護東望洋燈塔景觀。法規自公佈翌日起生效。
2024年3月18日，澳門首份分區詳細規劃、填海新城A區的「東區-2」規劃正式刊登在政府公報，並於翌日（3月19日）起正式生效。該詳規的行政法規包括規劃規章、空間結構圖及發展條件圖組成，對區內土地用途和使用強度、公共基礎設施和公用設施的設置作規定，並訂定建造條件和城市設計指引。當中不包括A區與澳門半島之間水道之間約0.36平方公里的不獲批准填海土地，全區定性為都市性地區，綠地面積受填海不獲批准影響減至27%；公共交通方面取道一個巴士停泊調度中心，新增多一個和調整一個公共交通換乘中心分別位於B14地段及D14地段，並訂明該區全部室內輕型汽車泊位應配備電動車輛的充電設備。居住人口方面，規劃維持9.7萬人、居住用地49幅，建設3.2萬個住宅單位，當中社屋為4,000個，經屋約2.4萬個，其他類型房屋為4,000個。

## 公共房屋
2021年7月13日，位於望廈社屋─望德樓3樓內的新城A區經濟房屋展示區正式開放參觀，以實物形式展示A1、 A2、 A3、 A4及 A12地段的三個戶型共6種間隔。
2021年7月14日至11月12日，房屋局開放2021年經濟房屋申請，購買單位位於本區的1至A4及A12共5個地段，合共5,254個單位。
2022年8月下旬，新城A區八個經屋地段（B4、B9、B10、A1-A4、A12）同步施工，約提供8,200個經屋單位，按進度擬於2024年4月至2026年6月期間竣工。至於四個社屋地段（A5、A6、A10、A11），約提供4,088個社屋單位，已於2023年第一季動工。
2022年10月至12月期間，政府展開東區-2詳細規劃草案公開咨詢，當中建設3.2萬個單位，包括2.4萬個經屋、4,000個社屋及4,000個其他類型房屋單位。經屋均衡佈局於北片區、中北片區以及中南片區，為區內主要的房屋類型。社會房屋主要在北片區。而區內8個公屋項目正在建設中，將提供超過8,300個公屋單位。
2022年10月18日，新城A區首個公屋項目A10地段公共房屋設計連建造工程進行公開招標後舉行公開開標。局方共收到11份標書，接納全部標書。該等公司出價介乎7.08億澳門元（下同）至7.57億元，工期建議由980工作天至992工作天。項目佔地4,960平方米，主要包括住宅單位約728個、公共停車場、商業及社會設施。項目採用設計連施工方式招標，待圖則設計完成後，單位總數、戶型比例以及車位數量才可確定；項目最長的設計連施工期為1090工作天，設2個工程節點：分別是完成地庫結構至地面層結構樓板，最長工期為500工作天；完成地面層樓板以上結構至天面結構封頂，最長工期為300工作天。
2022年11月30日，運輸工務司司長羅立文施政答辯時回應議員問題表示，A區內三個經屋項目將於2024年完工，而B6地段公共設施大樓於2023年完工。而A區社會房屋設有四個項目，涉及約4,000個單位，同年內展開工程招標；另外，有八個經濟房屋項目正在興建中，涉及超過8,000個單位。
2023年6月15日下午，一名32歲中國大陸籍男性外地僱員在A2公屋地盤吊運工作中被鋼筋擊中頭部受傷，送院搶救後不治。公共建設局勒令該地段地盤停止一切施工，並敦促承建商整頓地盤施工安全，同時要求其他公共工程的承建商全面檢視工地的施工安全。
2023年6月21日，特區政府《公報》刊登新城A區的B5、B7、B8、B11及B12公屋的設計連建造工程公開招標，五個公屋地段位於新城A區中部，佔地面積共5.1萬多平方米，預計共提供5,415個住宅單位。公屋均設有公共停車場、商業及社會設施，其中B5地段並設有公共交通換乘中心。五項工程的截標日期介乎9月26日至10月16日，並且全部採用設計連施工方式，並引入環保的興建模式，採用裝配式預製件及金屬模板施工等。B5、B11及 B12地段工期最長 1,150天，B7和 B8地段 1,250天，均須分四個節點完成，包括樁基礎設計圖則獲核准、施工計劃獲核准、完成地庫結構至地面層結構樓板、完成天面結構封頂。
2023年9月28日，B11地段公共房屋設計連建造工程進行公開開標，共收到11份標書。項目爭取2024年第一季動工，工程造價介乎9億4千1百多萬澳門元至9億8千3百多萬澳門元，總工期由1035工作天至1036工作天。佔地6,715平方米，主要包括住宅單位約768個、公共停車場、商業及社會設施。本項目採用設計連施工方式招標，待圖則設計完成後，單位總數、戶型比例以及車位數量便可確定。項目同樣採用裝配式預製件及金屬模板施工，以及要求承建商向設於A區的混凝土廠採購混凝土以減輕工程車輛往來新城A區造成的交通壓力。
2023年10月6日，B12地段公共房屋設計連建造工程進行公開開標，共收到11份標書。經開標程序後，全部標書獲接納。工程造價介乎9億5千9百多萬澳門元至9億7千2百多萬澳門元，設計連施工總工期由1035工作天至1036工作天。佔地 7,392平方米，主要包括住宅單位約805個、公共停車場、商業及社會設施。
2023年10月10日，B5地段公共房屋設計連建造工程進行公開開標，共收到12份標書。經開標程序後，所收標書全部接納，工程造價介乎澳門幣12億9千多萬至澳門幣13億2千多萬，工期由1,035工作天至1,036工作天。B5地段地9,682平方米，主要包括住宅單位約1,003個、公共停車場、商業、公共交通換乘中心及社會設施。
2023年10月12日，B7地段公共房屋設計連建造工程進行公開開標，共收到11份標書。經開標程序後，10標書獲接納，一份有條件獲接納，需在指定日期內補交文件。工程造價介乎17億1,400萬澳門元至17億9,800萬澳門元，設計連施工總工期由1,125工作天至1,126工作天。B7地段佔地12,786平方米，主要包括住宅單位約1,344個、公共停車場、商業及社會設施。
2023年10月17日，B8地段公共房屋設計連建造工程進行公開開標，共收到11份標書。經開標程序後，所收標書被接納，工程造價介乎澳門幣19億4千多萬至澳門幣19億6千多萬，工期均為1125工作天。B8地段公屋佔地14,662平方米，主要包括住宅單位約1,495個、公共停車場、商業及社會設施，用設計連施工方式招標。
2023年11月14日，行政長官賀一誠發表《澳門特別行政區政府2024年財政年度施政報告》，提到特區政府會加快推進公屋建設工作，其中A區B4、B9、B10項目亦會在2024年內完工，共可提供3,017個單位及大約2,200個公共停車場車位。
2023年12月中旬，運輸工務司司長羅立文指A區地段內的所有經屋擬於2025年初安排上樓，並指出因A區有大量工程正在進行，其居住條件未必適合，「遲少少」入住居住配套及條件或更理想。當局亦要再觀察新城A區條件再決定上樓時機，派樓、做契等是沒有問題。
2024年4月8日，政府公報刊登第57/2024號行政長官批示，公佈新城A區B4、B9及B10地段經濟房屋單位售價及補貼比率。
2024年5月30日，「新城A區B10地段公共房屋建造工程 - 上蓋工程」已經完成，佔地6,831平方米，主要用途包括住宅、公共停車場、商業及社會設施。上蓋工程以公開招標方式判給「新福港權暉 - 德華聯營體」，價格超過7.4億，「編制計劃」以詢價招標方式判給「Leão Atelier Arquitectura」，價格超1,800萬元。「監察」則是直接判給栢杰工程顧問有限公司，價格超過1,400萬元。
2024年6月，新城A區北部的B9地段公屋上蓋工程已竣工，項目已臨時接收。B9項目佔地5,399平方米，用途包括住宅、公共停車場、商業及社會設施。大樓建成後，將提供一房一廳（T1）、二房一廳（T2）及三房一廳（T3）合共642個經屋單位。此外，大樓地庫公共停車場將提供約583個私家車及電單車泊位，滿足居民停車需求。
2024年9月下旬，A區B4地段的公屋上蓋工程已竣工，均屬於2019年經濟房屋申請的經屋地段，將提供1,575個經濟房屋單位及1,057個私家車和電單位車位。
2024年11月，A1、A2、A3、A4和A12地段經濟房屋項目封頂，工程採用並全面推行裝配式預製建築工法，總計已安裝81,389件預製件。
2025年4月7日，澳門立法會公共財政事務跟進委員會表示，B7、B8、B11和 B12地段公屋建造項目的進度推遲至2024年第一季及第二季動工，預計2028年竣工。

### 社會房屋
- A5地段[43]
- A6地段[44]
- A10地段[45]
- A11地段[46]

### 經濟房屋
興建中
- A1地段[47]
- A2地段[48]
- A3地段[49]
- A12地段[50][51]
- A4地段[52][53]
- B5地段[54]
- B7地段[55]
- B8地段[56]
- B9地段東啟大廈[57][58]
- B10地段東創大廈[59][60]
- B11地段[61]
- B12地段[62]

規劃中
- A13地段
- B14、B15、B16、B17地段

## 商業設施
據2022年10月公佈的《東區-2規劃草案》咨詢文本上，區內設有三幅獨立C1類商業用地，主要集中在南片區，用地總面積約15,000平方米，佔區內用地面積約0.9%。獨立商業用地同時合濱海綠廊及文化設施用地，打造綜合多元發展的街區，包含零售、餐飲、文創服務、文化休閒、旅遊娛樂和會議展覽用途等；而住宅裙樓配套商業空間以服務居住社區的配套式商業設施為主，包括零售、教育培訓等，形成社區商業，支持中小企發展。同時計劃貫徹公共交通導向發展(TOD)開發理念，加強輕軌站點周邊地下人行通道佈局，為區內打造全天候地下慢行系統。以三處輕軌站為中心，透過地下通廊連接不同地段的地下空間，善用地下空間發展商業，形成地下商業街，並透過地上及地下連結，提供有系統且多元複合的商業服務系統。

### 新城A區地下街
在2020年11月政府公佈的「新城A區城市規劃研究」中，建議於地下空間打造全天候、廣連接的地下慢行系統，地下步行網絡以三個輕軌站點為核心，向四周呈三個十字布局，採用地下商業街的形式，面積近12萬平方米，建議設於地下一層，緊密聯繫不同功能板塊外，推動商業配合輕軌的模式發展。

## 公共設施
根據2024年3月“東區-2”詳細規劃行政法規公佈，定位為“宜居新區、門戶商圈及濱海地標，其中17幅劃作公用設施用地，包括兩幅作文化用地、一幅作政府機關、四幅教育、兩幅社會設施、三幅康體設施等。

### 保安設施
預留位於中南片區C2及C23地段，其中C23地段興建一座消防分站，而C2地段預留為政府機關設施用地。

### 社會及市政設施
- A8地段：社會服務大樓，包括社服設施、避難場所的公用設施[67]。按規劃，大樓主要用途為社會設施長者院舍，地庫層為公共停車場；地面層為大堂出入口及專用小巴停泊位等，大樓座地面積約為2,840平方米，樓高15層及地庫3層，總建築面積約為47,168平方米[68]。項目於2024年6月開標，共收到21份標書並全部接納，造價介乎近5憶至6憶元，工期由630工作天至631工作天。項目設有2個工程節點，工程節點1：完成基礎及地面層(R/C)結構工作，最長施工期為350工作天；工程節點2：完成地面層樓板以上結構至天面結構封頂工作，最長施工期為170工作天，工程預計2024年第4季動工[69]。
- B6地段：綜合街市大樓，又稱為公共設施大樓，樓高九層，於2023年10月完工，座地面積約2,700平方米，總建築面積約3.26萬平方米[70]。樓高九層及附設地庫三層公共停車場提供約129個私家車和148個電單車車位，亦設有市政街市、熟食中心及其他公共設施[71][72][10][73]
- C6地段：社會服務大樓
- C11地段：市政署行政大樓及綜合街市大樓 [66]

### 醫療服務
2020年11月初，政府向立法會議員介紹新城A區規劃，區內不設醫院，但原規劃兩間衛生中心改為只建一間大型衛生中心。在2022年規劃中，衛生中心計劃設置於區內預留C8地段，位於區內中央位置，佔地0.2萬平方米。

### 教育設施
教育及青年發展局表示，於區內規劃建設9間學校，第一期將有4間學校，將原規劃在澳門逸園賽狗場內設立的4間學校中部分遷入新城A區，預計同年開展設計。
在東區-2規劃草案上，教育設施用地面積約6.7萬平方米，主要位於西側一帶，實行土地集約利用、資源共享，結合毗鄰的康體設施打造成“學校村”，約可提供13,000個中小幼（含特殊教育）的非高等教育學額，同時部分預留用作特定功能之地下空間。當中B1和B2地段興建八所學校和一個教育中心設施。
2023年11月13日，澳門特區政府表示，東區-2的教育用地以優先處理裙樓校舍，以及校園環境欠佳、且無法在原地或原區作改善的學校。八所未來將使用校舍的學校包括澳門坊眾學校、聖瑪大肋納學校、菜農子弟學校、勞校中學、同善堂中學、海暉學校、聖德蘭學校、澳門新華學校均參與其中。
根據2024年3月公佈的“東區-2”行政法規內容中，教育設施用地主要位於中北區及中西側一帶，結合毗鄰的康體設施打造成“學校村”，可提供13,000個中小幼（含特殊教育）的非高等教育學額。
- B1地段：學校村，共四間學校。於2022年12月初公佈規劃條件圖草案上，佔地30,371平方米，將興建學校、綜合教育服務中心和青年中心。其中靠近黑沙環一側的樓宇最大許可高度為31.5米，另一側為50米。所有室內停車場須預留充電設施，並預留空間和面積用作行人天橋[79][80]。
- B2 (a) 地段

2024年10月21日，教育及青年發展局公佈區內共有四幅教育用地及一幅為學校配套的運動場地，四幅教育用地合共提供約13,000個學額，佔比全澳非高等教育86,000名學生的約百分之十五。其中B1及B2地段為“學校村”，合共提供8所學校及一間教育活動中心將率先興建。交通配套方面，設有巴士總站和澳門輕軌東線沿線車站，每間學校設有專屬的地庫接送區域，讓家長通過自駕接送學生上學或放學。
2024年11月8日，上述建築基礎及地庫工程舉行公開開標，共收到17份標書。工程造價介乎4億至5億多元，爭取於2025年第一季動工，工期為432個工作天。

### 文化設施
- 圖書館及文化設施：草案建議設於群樓當中，而兩幅文化設施用地則建議興建城市級博物館及展演廳。文化局局長梁惠敏於2022年10月27日回應稱將增加類似石排灣圖書館的社區型圖書館[83]。

### 體育設施
體育設施位於A9地段及B4地段，當中A9地段以多功能體育中心方式設置，包括室內恆溫游泳池，以及可用作籃球、羽毛球、乒乓球等運動的多功能體育空間。至於B4用地以大眾體育空間為主，該用地目前正在興建公共房屋，未有相關規劃或落成時間表。
- A9地段綜合體育中心：包括體育館和游泳池，2021年8月下旬作規劃條件公示[67]。體育局於2023年10月表示，中心將提供不同類型的體育空間，供不同群體使用[86]。2024年6月下旬，體育中心建造工程進行公開招標，土地面積1,930平方米，總建築面積12,500平方米，樓高44.5米，計劃興建9層高大樓連2層地庫停車場，共設4個主場館、1個25米長游泳池、6個羽毛球場、2個籃球場及 1個乒乓球室等[87]。工程於2024年8月1日進行公開開標[88]。
- B2 (b) 地段：綜合型體育場

### 公園
2022年10月，根據東區-2詳細規劃草案計劃在澳門半島東北側與新城A區之間填造約0.36平方公里土地，打造地標性的休閒綠色設施，包括有城市公園和運動公園，目前仍在規劃中。
2024年3月，城市和運動公園由於水道填海規劃不獲批准，因而取消興建，該區綠地或公共開放空間用地面積大減至37.3萬多平方米，用地面積改為約27%。

### 其他設施
- 泰安變電站（A7地段變電站[67]）：佔地2,209平方米，土地分為A、B地塊，A地塊面積為2,095平方米，用作興建一幢屬單一所有權制度，樓高五層，其中一層為地庫的變電站，用途分配為建築面積8,741平方米的供電設備，以及建築面積464平方米的停車場；B地塊面積為114平方米，地面及其以上之空間用作公共行人道，不得作任何形式的佔用，且應預留地面以下2.5米深的空間用作公共基礎設施之用，並賦予公共地役權[90]。變電站內設有電網調度控制中心、22千伏輕軌供電設備、展覽廳及共同管道控制中心[91]。
- A14地段油氣合建站
- A15地段固體垃圾自動收集站

### 臨時設施
- 新城A區混凝土廠：專供A區地盤建設，每小時產能為120方，每日產量為2,400方，原材料主要經海路運送到廠區，專門供應新城A區、人工島的建設[10][92]。

## 街道
2018年5月8日，民政總署於澳門特區政府《公報》第21期第二組刊登告示，開於A區內連接東方明珠至港珠澳大橋澳門邊檢大樓的首段連接道路作命名，包括兩條主幹道和一個交匯處。
街道命名方面，市政署市政管理委員會副主席羅志堅於2022年10月26日出席澳門電台中文頻道時事節目《澳門講場》回應聽眾時表示，A區街道將以粵港澳大灣區之城市來命名。其中一條街道命名為豚城大馬路。羅志堅解釋指「豚」是指中華白海豚，而珠海市素有「豚城」美稱，故豚城大馬路是借廣東省珠海市之美稱而命名。羅志堅續稱，因應A區開始規劃，道路或會有所改變，而路命亦重新思考居民的建議。
2024年8月28日，《特區公報》中公佈區內二十多條街道的新名稱，街道大多以“東城”為名。當中原豚城大馬路更名為東城中大馬路。

### 已命名的街道
- 馬萬祺博士大馬路
- 馬萬祺博士圓形地
- 東城中大馬路
- 澳門橋大馬路[97]
- 鏡海大馬路
- 濠江大馬路[98]
- 泰安大馬路（A2橋）
- 風順大馬路（A3橋）
- 東城廣場
- 東城第一至第十五街（區內橫街之命名）

## 共同管道
2022年8月下旬，政府計劃在本區引入共同管道，以解決重覆開挖路面對交通造成的影響。共同管道圍繞本區形成環形平面佈局，內裡鋪設供電、自來水管、中水管及通訊網絡，全長約6.5公里，分為雙艙型及單艙型，兩者管道內的高度足夠成年人站立走動，單艙型屬綜合管道即自來水管、供電及通訊管線鋪設在同一共同管道空間內，雙艙型其中一條管道專屬用於鋪設供電管線，另一條管道用於鋪設自來水管、中水管及通訊管線。 此外，行人路亦會建造較細小的次共同管道，亦可稱微型管道，用於將主共同管道的供電及通訊管線延伸及連接至A區各個地段，與相鄰樓宇接駁，預計長約20公里。主共同管道及次共同管道按規劃會分佈於新城A區北區、中區及南區，預計2023年按序陸續開展建設，2026年完成建設工作。
2022年9月中下旬，《澳門特別行政區公報》刊出「新城填海區A區共同管道及道路設計連建造工程——中區」、「新城填海區A區共同管道及道路設計連建造工程——北區」的公開招標公告，截標日期分別為11月7日及11月9日。
2022年11月8日，新城填海區A區共同管道及道路設計連建造工程—中區進行公開開標，共收到17份標書。項目爭取於2023年第一季動工。經開標程序後，所收到的17份標書中，全部被接納。工程造價介乎澳門幣6.08億元至7.87億元，總施工期522工作天至534工作天。項目將分階段開展建造工程，是次招標範圍在A區中區，長度約1.6公里，包括建造共同管道、下水道及道路。採用設計連施工方式招標，最長的設計連施工期為580工作天，設四個工程節點：分別是完成提交所有施工圖則，最長工期為60工作天；完成樁基礎，最長工期為210工作天；完成北側中央道路及下水道，最長工期為300工作天以及完成全部共同管道結構，最長工期480工作天。
2022年11月10日，新城填海區A區共同管道及道路設計連建造工程 – 北區進行公開開標，共收到18份標書。經開標程序後，所收到的18份標書全部被接納，工程造價介乎澳門幣8億2千1百多萬至澳門幣9億2千9百多萬，總施工期522工作天至578工作天。是次招標範圍在A區北區，長度約2.3公里，包括建造共同管道、下水道及道路。採用設計連施工方式招標，最長的設計連施工期為580工作天，設4個工程節點：分別是完成提交所有施工圖則，最長工期為 60工作天；完成樁基礎，最長工期為 210工作天；完成北側中央道路及下水道，最長工期為 300工作天以及完成全部共同管道結構，最長工期 480工作天。
2023年1月下旬起，共同管道設計連建造工程分階段有序展開。
- 新城填海區A區共同管道及道路設計連建造工程 - 北區 （页面存档备份，存于）
- 新城填海區A區共同管道及道路設計連建造工程 - 中區 （页面存档备份，存于）
- 新城填海區A區共同管道設計連建造工程 - 東軸線 （页面存档备份，存于）

2023年9月20日，A區南區共同管道及道路設計連建造工程進行公開開標，共收到15份標書，均獲接納，工程造價介乎7.35億元至8.28億元，總工期由539工作天至542工作天，當中包括5個工程節點，預計2024年第一季動工。

## 對外交通
由於新城A區規劃居住人口近十萬，規劃以輕軌、巴士及慢行系統（由步行道、行人天橋、地下通道和單車徑構成）為主。發展策略旨在配合區域合作的框架下落實房屋政策，助力經濟多元，建設綠色新區，打造濱海門戶，推動公交優先以及發展地下空間。空間結構為“一軸帶”：南北軸向的中央綠廊；三核心（三個輕軌站點）：公共交通導向發展模式的出行關鍵節點；多廊道：以規劃範圍東西走向的綠廊道劃分四個片區，及沿岸劃設濱海綠廊。

### 道路
使用中
- 友誼圓形地行車天橋（A匝道[108]）
- 馬萬祺博士大馬路（包括A1連接橋；A區內局部段興建或改造中）
- 東城中大馬路（D4路，包括珠澳口岸人工島臨時連接橋[109][110]）
- 澳門橋大馬路（局部段以東側道路名義使用中）
- 鏡海大馬路（原稱北區中央道路、局部段以東側道路名義使用中）
- 濠江大馬路（局部段以西側道路名義開放使用）
- 風順大馬路（局部啟用口岸人工島連接線的一部分）[111][112][113]
- A2橋：接駁至勞動節大馬路近污水處理廠[114][115][116][117]
- 東城第五街、東城第六街[118]
- 澳門大橋

興建中
連接澳門半島
- 友誼圓形地行車天橋（B匝道[119][120]）
- D1、D2、D3、D4、D5、P1、P2、P3道路局部段
- A區外環通道[121]
- A3橋：接駁至友誼大馬路及友誼大橋[122][123]
- 新城A區至新城B區跨海連接通道（原以海底隧道方式興建，以改為跨海大橋方式興建）

### 輕軌
- █  東線：ES3站、ES4站、ES5站（興建中）

### 纜車
- 新城A區至B區跨海纜車（暫時擱置）

### 巴士
現時新城A區只有兩條巴士路線行經此處，但於區內不設任何站點，分別為往返港珠澳大橋澳門口岸的101X及102X路線。
2022年7月23日，為配合“6‧18疫情防疫鞏固期”，曾臨時開辦27S路線往返區內的公共房屋地盤周邊。但隨著疫情過渡期結束，加上各公共巴士路線已恢復基本運作，該路線於2022年8月8日起停運。路線取消後引起社會人士包括立法會直選議員梁鴻細批評，冀交通事務局能夠復辦該路線，並考慮安排101X及102X路線於區內設站，方便於該區公共房屋地盤內工作之人士出入。運輸工務司司長羅立文於2023年12月13日回應傳媒關於A區地段內經屋上樓情況時表示，會在有人居住時安排公共巴士等交通配套方便居民往返各區。
在未來發展上，澳門特區政府計劃於B5、C9及D13地段裙樓設置三處公共交通換乘中心，讓巴士與輕軌無縫銜接；同時在城市運動公園地下空間及A1地段地庫（原澳氹東線輕軌車廠）地庫設置巴士停泊調度中心，以提升巴士運轉效率。
據城市規劃委員會於2023年5月31日舉行的全體會議上，B5地段除興建公共房屋外，計劃興建公共交通換乘中心。原本放在B5地段的兩個市政設施及一個文化設施將遷移至其他地段，據土地工務局介紹相關換乘中心面積需求大，樓層較高，要佔用下層空間面積，因應該位置建設公交站較重要，優先將面積支援公交換乘站建設。
2024年3月，「東區-2」規劃發佈後，公共交通方面布局因水道填海計劃取道，取消設在該處一個巴士停泊調度中心，即全區只有一個，其總建築面積要不少於11,000平方米；原規劃的3個公共交通換乘中心增至4個，新增一個位於B14地段，最南側的一個再南移至D14地段。

## 相關問題

### 交通擠塞問題
2023年初，隨着澳門恢復與中國大陸與香港正常通關，加上“澳車北上”實施，區內文通壓力大增，經常在周未及公眾假期出現擠塞。交通事務局於該年2月18日起於港珠澳口岸環形馬路增加一條行車線。直選議員員李靜儀表示，但車流量大時塞車仍會發生。現時新城A區分別連接港珠澳大橋口岸和東北大馬路，卻只有一條雙行道連接A區與澳門半島。不少居民和旅客均經港珠澳大橋出入境，加上“澳車北上”計劃落實後更多車輛經該口岸通行，交通壓力非常大，尖峰時段車流激增，包括巴士、的士、跨境私家車或客貨車，以至A區建設的工程車輛等，都迫在僅有的同一通道上大排長龍，出行時間難預算。北區社咨委召集人高岸峰表示，隨着本澳通關復常，整體交通面臨不少壓力。雖然A區暫未有居民入住，卻是前往港珠澳大橋澳口岸的必經之路，交通受居民關注。不少居民反映，早晚高峰時間和節假期間，進入新城A區的通道經常塞車，認為與出境車輛通關不暢，以及A區的道路設計和規劃不周有關；建議當局分析車輛通關及不同時段的道路使用情況，而且A區大量施工人員進駐，區內出行需求增加。區內公交配套不足且中途沒有上落客站點，工人需步行上下班，容易造成不便和通行風險。建議當局提升區內路網容量和公交配套，優化途徑該區以及前往口岸的巴士站點和班次，保障居民和旅客的出行需要。
直選議員林宇滔就本區交通擠塞問題提出書面質詢，關注港珠澳大橋人工島連接澳門道路網的交通堵塞，促請當局全面檢視調整該區地線及指示安排。林宇滔表示，現時該區交通堵塞的原因主要是新城A區分別連接人工島及友誼圓形地兩路段的道路設計缺陷。首先，從新城A區經連接橋進入人工島時，第一個交匯處因道路及交匯設計存在問題，先是多車道合一，且車流大道路要讓先多方路口。若無交通警員指揮，繁忙時段車輛塞至A區迴旋處。林宇滔書面質詢當局，促全面檢視調整該區地線及指示安排，明確分流往氹仔及澳門方向的車輛，減少不必要擠塞，尤其確保往氹仔車輛可暢順駛出。針對新城A區駛入人工島路段交匯處因車多的街口需要讓先而經常嚴重擠塞，質詢當局會否即時採取措施優化該路口安排，紓緩擠塞情況。隨後於2023年4月14日的《訊報》中撰文批評交通設計眾多不合理是源於不按規劃建設，加上由於當時A區填海工程聲稱因缺砂一再拖延，令政府無法按原規劃興建A區與人工島的連接橋，為配合港珠澳大橋通車，故臨時在往北約三百米興建了目前使用的連接橋，由於連接橋與原規劃位置不同，可以肯定由目前連接橋作為人工島唯一入口，必然會與原交通規劃格格不入。問題是政府未有及時亡羊補牢，甚至未有把握疫情三年的契機，盡快興建原規劃的連接橋，而是要拖至2021年8月，配合第四大橋工程才一同判出，按目前公建局資料，連接通道當時預計在2023年9月才完工。再加上港珠澳大橋澳門邊檢大樓只有兩條巴士路線往返，加上，路線迂迴效率極低，每逢節假日繁忙時段都需大排長龍，不少居民投訴要坐近一小時才能到人工島口岸，旅客到澳門後乘搭上述兩巴士線到目的地的時間，甚至比坐金巴車程更長，但政府一直不增加或優化人工島的巴士路線，又或在繁忙時間開出點對點走外圍的巴士快線等，可以預期隨著港珠澳人工島口岸的使用人流不斷增加，其公共交通情況只會越趨惡化。
2023年2月23日，政府舉行「東區2」建設規劃介紹會。運輸工務司司長羅立文表示對於近期人誤會政府在新城A區「冇規劃，亂咁嚟，又塞車」。他提出，同時出現「澳車北上」、「駕照互認」，通關恢復如同疫情之前，以及新城A區眾多工程展開，必然出現一些困擾。他強調，不是政府沒有規劃。並稱：「要忍少少，捱少少，但係情況又唔係咁差。」其中在馬揸度博士大馬路（白雲花園）連接新城A區的「A2橋」和澳氹第四條跨海大橋於2024年下半年完成，而港珠澳大橋珠澳口岸往返氹仔直接駛去第四橋，無需途經該區。公共建設局局長林煒浩指出，「A1橋」旁的「B匝道」當時設計中，橋樑主體結構正處設計階段，位於東北大馬路的橋樑基礎正在施工。連接新城A區西南側至澳門半島友誼大馬路的「A3橋」初步設計在該年下半年完成。交通事務局局長林衍新直言，「澳車北上」不會為新城A區造成很大的交通壓力。針對友誼圓形地的擠塞情況，當局已有近期的改善方案，涉及三個節點。改善方案節點一，調節友誼圓形地的交通燈配時，增加由新城A區進入圓形地的秒數。改善方案節點二（駿菁活動中心），開通由關閘經馬場北大馬路往馬場東大馬路左轉車道，相關工程或在兩個多月後完成。改善方案節點三（白雲花園），封閉由水塘前往友誼圓形地行車方向。
2023年3月中旬，民眾建澳聯盟部分成員前往新城A區及港珠澳大橋口岸一帶了解交通情況。代表走訪後指出，“澳車北上”政策實施讓口岸車輛及人流明顯增加。但口岸交通配套指示不清晰需作出改善，另外，友誼圓形地現時仍有多項工程，但部分地盤周邊路段未設置斑馬線或其他適當的過路設施，不少居民直接橫過馬路經引橋步行至關閘口岸，呼籲當局考慮優化過路設施，減少意外發生。
2023年4月5日清明節當天，“澳車北上”二千個通關名額於前一日預約爆滿，是措施實施以來首次。大橋澳門口岸出現嚴重交通擠塞，龍尾幾乎接近友誼圓形地。有駕駛者直指該區道路規劃有問題，建議應推出措施分流“澳車北上”人士，而位於大橋澳門口岸內的香港入境大堂和巴士總站出現排隊人流，有部分香港旅客形容秩序混亂，人手安排亦不足。立法會直選議員李靜儀指當局需回應有關回覆內容和所指措施，並未能回應居民對於優化A區交通的訴求。又指出當前道路正開始規劃設計或興建中，短期內難以解決問題。由於途經A區前往大橋口岸的不少路段均為單線行車，經常堵塞，車龍甚至“倒灌”影響東方明珠迴旋處的交通。她建議當局儘快完善A區內的路網規劃和設計，並開通A區內的其他道路，以分流前往港珠澳大橋口岸、離境車道的車輛、公共交通工具以及工程車等重型車輛，須有短期措施以緩解區內的交通擠塞。冀商討逐步放寬“澳車北上”通行口岸範圍至橫琴口岸，而A區工程如火如荼之際，需要大批工程施工人員上班，卻缺乏巴士線路安排，相關承建商亦沒有為人員作相應的交通安排，導致不少人需要“徒步行橋”返放工，相當不便和危險；希望當局積極與承建商協調解決，回應有關人員的交通需求，並持續改善前往港珠澳大橋口岸的公交安排，為僱員和居民提供好的出行環境。
2023年4月17日，運輸工務司司長羅立文出席立法會口頭質詢大會回應議員林倫偉質詢新城A區的交通及城市規劃。他表示新城A區連接港珠澳大橋人工島的路橋正擴闊行車道，預料在“五 · 一”黃金周前完成工程。屆時路橋將有四線行車道，料交通能有所優化及改善。他又回應指規劃新城A區時無“澳車北上”，形容不是同事“偷懶”，而是規劃後出現新情況。現時“澳車北上”每日車輛配額申請二千部，強調“澳車北上”須經新城A區，且暫時無考慮“澳車北上”經橫琴口岸出入。政府亦不想出現問題，會盡量做好。目前考慮“澳車北上”分上、下午時段預約，但要與中國大陸相關部門進行商討。
2023年5月12日，公共建設局表示，對於新城A區工程展開對周邊交通和路況造成影響，當局鼓勵部分承建商協助工人上下班，如於指定時間安排車輛接載往返工地。而交通事務局表示將密切留意A區的發展情況，並配合未來公共房屋入伙和公共設施投入使用的時程，適時新增各類公共交通服務和設置站點。

### 新城A區工人通勤出入之問題
2022年7月23日，為配合澳門本地COVID-19疫情放緩，當局臨時開辦27S路線方便工人出入新城A區地盤。但隨著社會復常和公共巴士路線已恢復基本運作，上述路線停運。自27S路線取消後，建築工人只可通過其他交通方式或違規步行離開新城A區，澳門街坊總會代表表示該路線的開辦為於A區地盤工作的通勤人士，呼籲保留有關路線；該會直選議員兼群力智庫副理事長梁鴻細表示，自A區唯一一條早晚高峰時段臨時開設的巴士路線被取消後，工人出入倘逢風雨驟至，更何謂危機四伏，倍添艱辛。
2023年5月12日，交通事務局聯同公共建設局發出聯合新聞稿時表示，隨著工程全速推進，加上澳門疫後復常，A區內人流和車流均明顯增加。有鑑於此，公共建設局透過不同途徑與A區各公共工程的承建單位溝通，推動其履行社會責任，透過妥善安排工人上下班的交通運輸，避免對周邊交通和路況構成負面影響。部份工地的承建單位已有於指定時間安排車輛接載工人進出工地。對於仍未作出交通安排的工程項目，公共建設局將推動及鼓勵相關承建單位設立靈活或合作方式，協助工人上下班。交通事務局也會注意A區的日常交通情況，並會與工務部門和承建單位保持溝通，尤其減少工人徒步進出A區的情況，避免可能出現的交通亂象或意外事故。
2024年12月2日，第五屆特區政府運輸工務司司長羅立文出席澳門立法會全體會議時回應議員口頭質詢時表示，隨著A區公屋群有條件上樓，當局會開設往來A區的巴士路線。
2025年4月24日，有《澳門日報》記者拍攝到新城A區至澳門半島第二連接橋（A2連接橋）有該區建築工人翻越護欄進入行車橋面。當局於行人天橋較易攀爬的位置已增設大型警示牌，採用水馬及圍欄作進一步分隔，並安排保安人員看守，禁止行人進入行車橋面。與此同時，公共建設局已針對新城A區各工地開展宣傳教育工作，並要求承建商加強督導工人遵守交通規則及向工人發放宣傳單張，提升相關人員的道路安全意識，有關做法再次惹起社會爭議。三天後（2025年4月27日），公共建設局及交通事務局發布聯合新聞稿，針對A區多個工程項目同時開展，公建局於各項目施工期間要求承建單位配備足夠的專巴及其他交通工具接載人員，以保障人員出行安全。各承建單位亦持續推動人員使用轄下提供的交通工具上下班，擬計劃提供專線往來關閘及A區各工地的定點路線服務。最終A區通勤專車於2025年5月15日起開辦，試行時間為一個月，設有兩個上落點由新城A區A12地段往返關閘，於上下班時段提供定點接載服務。